# Друга П'ятилітка
Друга П'ятилі́тка (рос. Вторая Пятилетка) — селище у складі Біляєвського району Оренбурзької області, Росія.

## Населення
Населення — 8 осіб (2010; 27 у 2002).
Національний склад (станом на 2002 рік):
- росіяни — 59 %